# Pignon à gradins

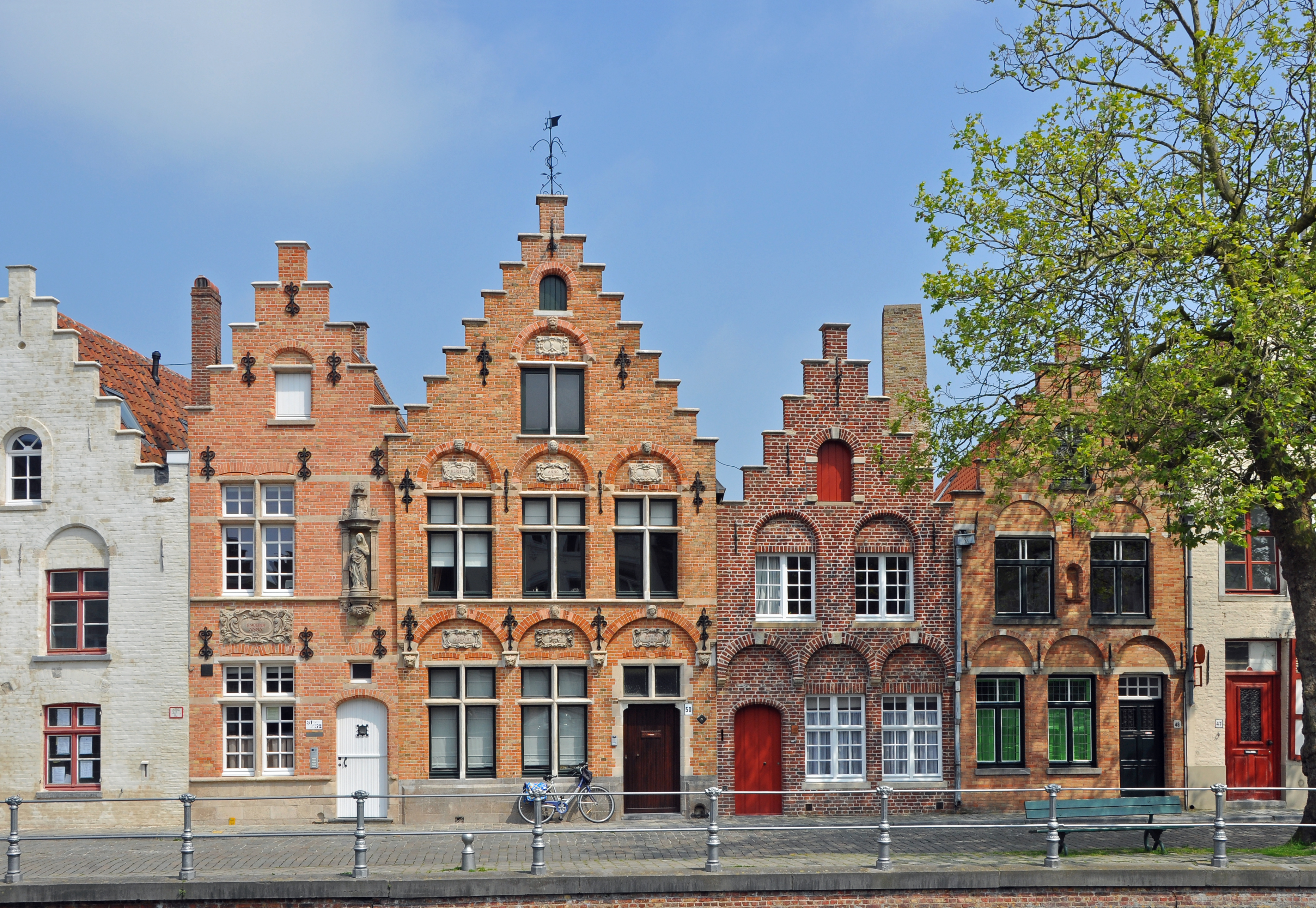
Maisons typiques de Bruges, Belgique.

Le pignon à gradins ou pignon à échelons est un pignon ornemental constitué de gradins montants sur ses deux pentes, qui orne souvent le dessus des édifices de l'architecture gothique et Renaissance en Europe du Nord, en particulier dans les contrées germaniques (en allemand Staffelgiebel, Treppengiebel ou Stufengiebel), flamandes et néerlandaises (trapgevel), et scandinaves (trappgavel). On le retrouve aussi dans une moindre mesure en Angleterre et en Écosse (crow-stepped gable). 

## Caractéristiques

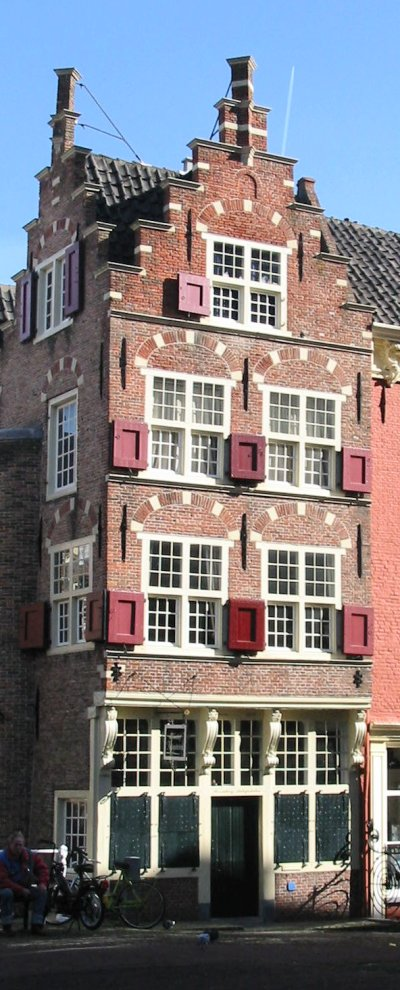
Une maison de Delft (Hollande). En Hollande les maisons anciennes avec pignons à gradins qui subsistent sont proches du style flamand.

Il se présente sous la forme d'un pignon saillant bordé des deux côtés de gradins ou d'échelons souvent en brique (mais aussi en pierre), évoquant les marches d'un escalier montant au sommet du pignon, et cachant le toit. Le pignon peut être aveugle ou plus fréquemment percé de fenêtres. Ces pignons sont présents particulièrement dans les anciennes villes marchandes, où ils étaient surtout un ornement des demeures bourgeoises urbaines, mais ils peuvent aussi orner tous les types de bâtiments, même religieux. Ce pignon s'apparente quelque peu au pignon à pas de moineaux que l'on trouve dans l'architecture rurale. 
Les gradins peuvent être très simples mais ils peuvent aussi être crénelés avec des merlons, ornés de tracerie gothiques, de frises ou d'arcatures, hérissés de pinacles, sculptures, boules, etc.

## Répartition
Ce type d'ornement était particulièrement prisé dans les Flandres et l'ensemble des Pays-Bas, mais aussi en Allemagne du Nord, en Scandinavie (Danemark, Suède), ainsi que dans les régions de la Baltique (Pologne, Pays baltes, ancienne aire prussienne) où on les rencontre particulièrement dans les villes de l'ancienne ligue hanséatique et les régions sous administration des chevaliers teutoniques marquées par l'influence culturelle allemande à partir du Moyen Âge, et où les pignons à échelons sont l'une des caractéristiques du style « gothique de brique ». À partir de la fin du Moyen Âge, ils se sont également répandus en Europe centrale: plus au sud en Allemagne (comme en Bavière, ils sont nombreux par exemple à Landshut), en Alsace, en Suisse et en Tchéquie (Bohême). Le pignon à gradins est abondamment repris au XIXe siècle et au début du XXe siècle dans l'architecture néogothique ou historiciste de ces régions, aussi bien pour les maisons et les bâtiments profanes que pour les églises. 
En France, ils se rencontrent surtout en Flandre et en Alsace, et plus rarement dans les régions proches ou influencées (la Picardie et la Normandie en moindre mesure, mais aussi certaines villes comme Tours ou Nevers qui en comptent quelques exemples).
On observe quelques variations locales. En Flandre et aux Pays-Bas, les gradins ont tendance à rester plus petits et plus nombreux sur les pignons, comparé aux grands échelons moins nombreux, qu'on rencontre en Allemagne du Nord et autour de la Baltique, la décoration est également souvent différenciée.

## Histoire

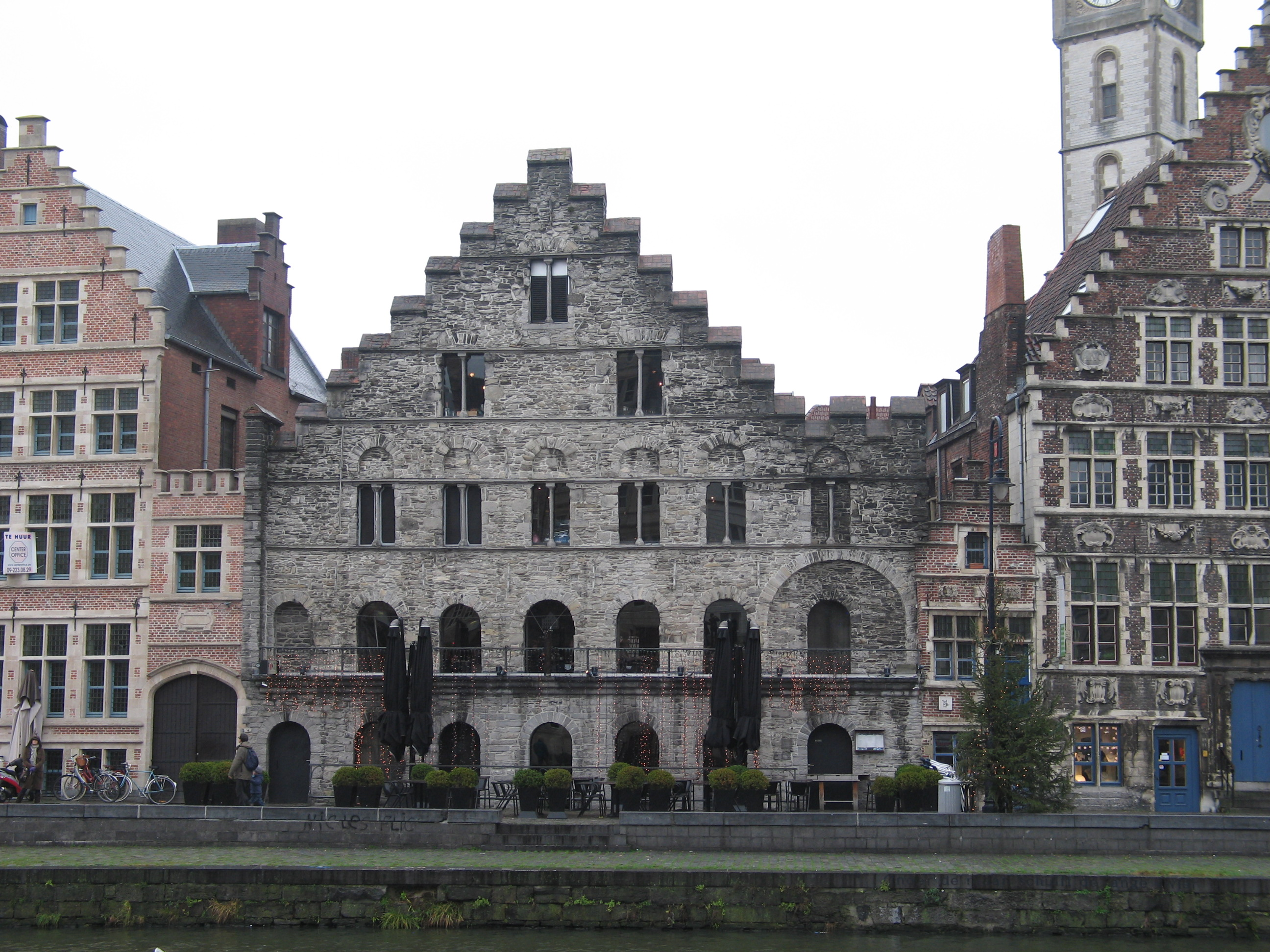
Le Spijker sur le Graslei de Gand, Flandre, une maison-entrepôt romane. C'est peut-être la plus ancienne maison avec ce type de pignon subsistant.

Les plus anciens pignons à gradins se rencontrent dans l'architecture romane, bien que les exemples subsistants soient rarissimes. Deux grandes maisons romanes datant probablement du XIIe siècle (approximativement estimé d'après leur style), ayant été autrefois des entrepôts commerciaux à grains, subsistent à Gand en Flandre, notamment le Spijker sur le Graslei (quai aux Herbes), l'autre, le Borluutsteen, est située sur la Korenmarkt (place du Marché-aux-Grains), bien que pour ce dernier seul le pignon donnant sur cours soit d'origine, la façade sur la place a été refaite en 1912. Dans cette même ville, le château des comtes de Flandre du XIIe siècle, de style roman, présente également des pignons de ce type, ainsi que des murs crénelés horizontalement, ces pignons existaient avant la restauration historiciste de ce château à la fin du XIXe siècle mais ont été refaits à cette occasion. À Cologne en Allemagne, il existe une grande maison de style roman tardif (en transition avec le gothique) construite en 1230 pour un riche chevalier, avec un grand pignon à gradins qui est considéré comme l'un des plus anciens de ce pays. 
Les gradins semblent être issus d'une évolution symbolique et ornementale des parapets des murs fortifiés, lorsque ceux-ci ont investi les pignons pentus. Les pignons à gradins ou à échelons restent d'ailleurs encore fréquemment associés avec des murs crénelés (horizontalement) dans l'architecture médiévale du nord de l'Europe, et il est fréquent que les gradins des pignons soient eux-mêmes ornés de créneaux et merlons. Au Moyen Âge, les murs crénelés étaient à l'origine un symbole de pouvoir réservé à l'habitat fortifié seigneurial, il n'est alors pas étonnant que dans les villes libres marchandes, les riches bourgeois aient voulu montrer ainsi leur puissance et les privilèges qu'ils avaient acquis vis-à-vis des seigneurs. Un phénomène comparable a eu lieu à la même époque dans les villes italiennes, où les oligarchies marchandes urbaines avaient aussi acquis des libertés et des privilèges et construisaient des maisons-tours dérivées des donjons et de nombreuses grandes maisons urbaines à murs crénelés horizontalement. Ensuite, dans de nombreuses villes du nord de l'Europe les pignons à gradins se sont rapidement multipliés et presque généralisés dès le Moyen Âge, en devenant un simple motif décoratif, et ils ornèrent même des églises, perdant ainsi peu à peu leur symbolique d'origine. Il existe une autre théorie fréquente qui voit l'origine de ces pignons à gradins dans les pignons à pas de moineaux ou à redents qu'on trouve dans l'architecture rurale modeste de plusieurs régions, et qui ont pour rôle d'empêcher les infiltrations d'eau dans les murs porteurs par des petites pierres plates posées en pente très douce afin qu'elles tiennent sur leur support, ce qui donne une forme proche des pignons à gradins d'Europe du Nord, bien que ces redents soient beaucoup plus petits et moins dessinés. 

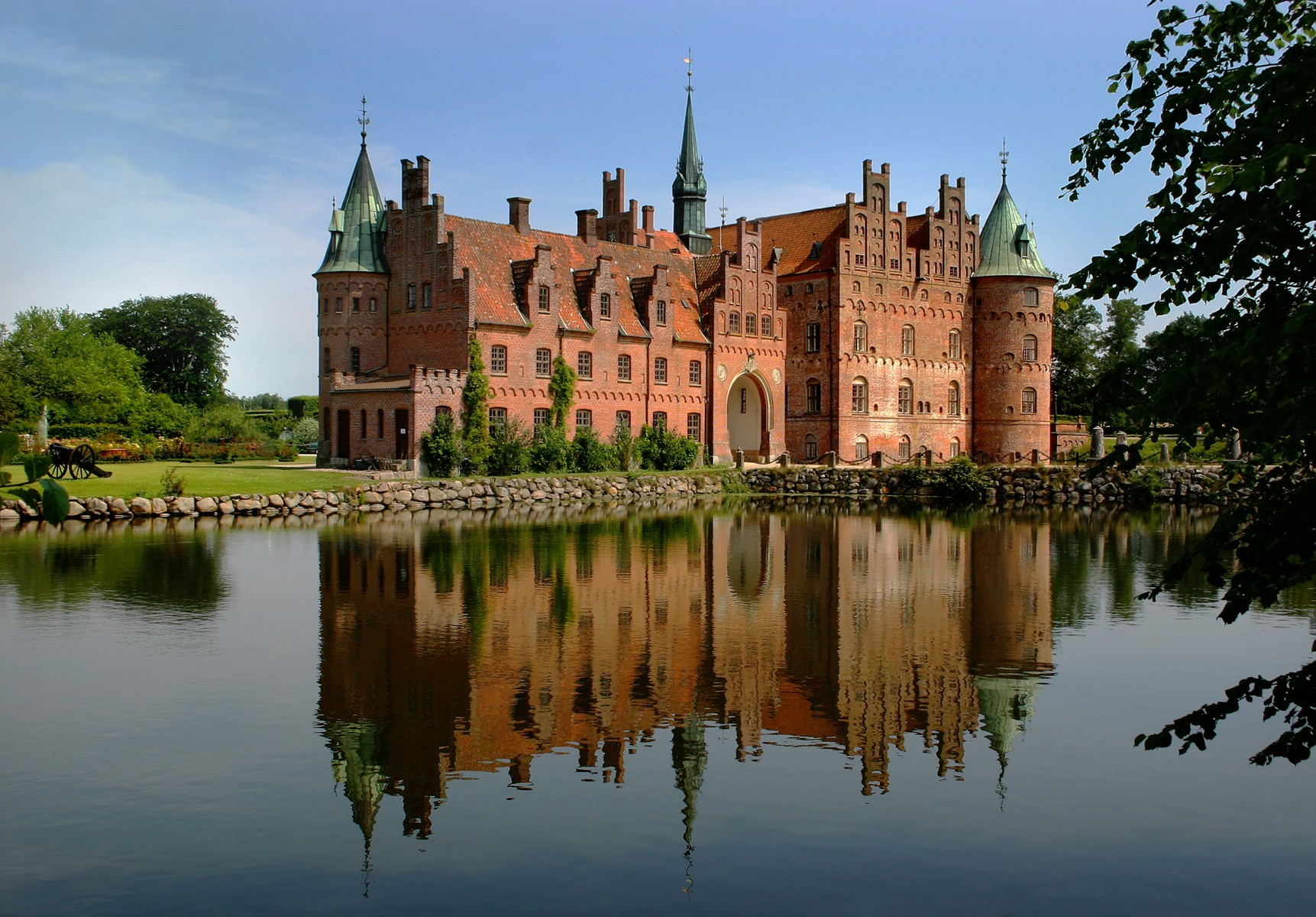
Le château d'Egeskov au Danemark.

À la fin de la Renaissance et pendant l'ère baroque, le pignon à gradins évolue vers le pignon à volutes, notamment avec le maniérisme anversois qui va à son tour se répandre dans le nord de l'Europe. Les volutes sont dans un premier temps de simples ornements posés sur les gradins, pour en adoucir la forme, puis de grandes volutes remplacent partiellement ou complètement les gradins. Cependant la construction de pignons à gradins simples perdure parallèlement en Flandre, et plus particulièrement dans les Provinces Unies durant le Siècle d'or où ils connaissent un engouement renouvelé, alors qu'en Allemagne ils tendent à être supplantés par les pignons à volutes. Aux XVIIe et XVIIIe siècles apparaît aussi une composition plus classique à base de frontons perchés. Puis du XVIIIe au début du XIXe siècle, les pignons sur rue tombent en disgrâce, ils seront simplement supprimés et les façades écrêtées et rabaissées, dans le Nord de la France, en Flandre et aux Pays-Bas, les faisant presque complètement disparaître dans certaines villes qui en étaient pourtant entièrement hérissées peu de temps auparavant. Ces façades à pignons sont alors transformées en façades à murs gouttereaux alignées de façon parallèle à la rue, plus conformes aux principes esthétiques néo-classiques en vigueur à l'époque, aux lignes plus épurées. Mais une partie des pignons sur rue seront fidèlement recréés sur les maisons anciennes dans certaines villes, lors des restaurations du patrimoine à la faveur des mouvements historicistes durant la seconde moitié du XIXe et la première moitié du XXe siècle. 
Lors des reconstructions après la Première Guerre mondiale en Flandre, les architectes en ont profité pour regarnir certaines villes avec de nombreux pignons à gradins, comme à Bailleul du côté français et surtout Ypres du côté belge.

## Galerie

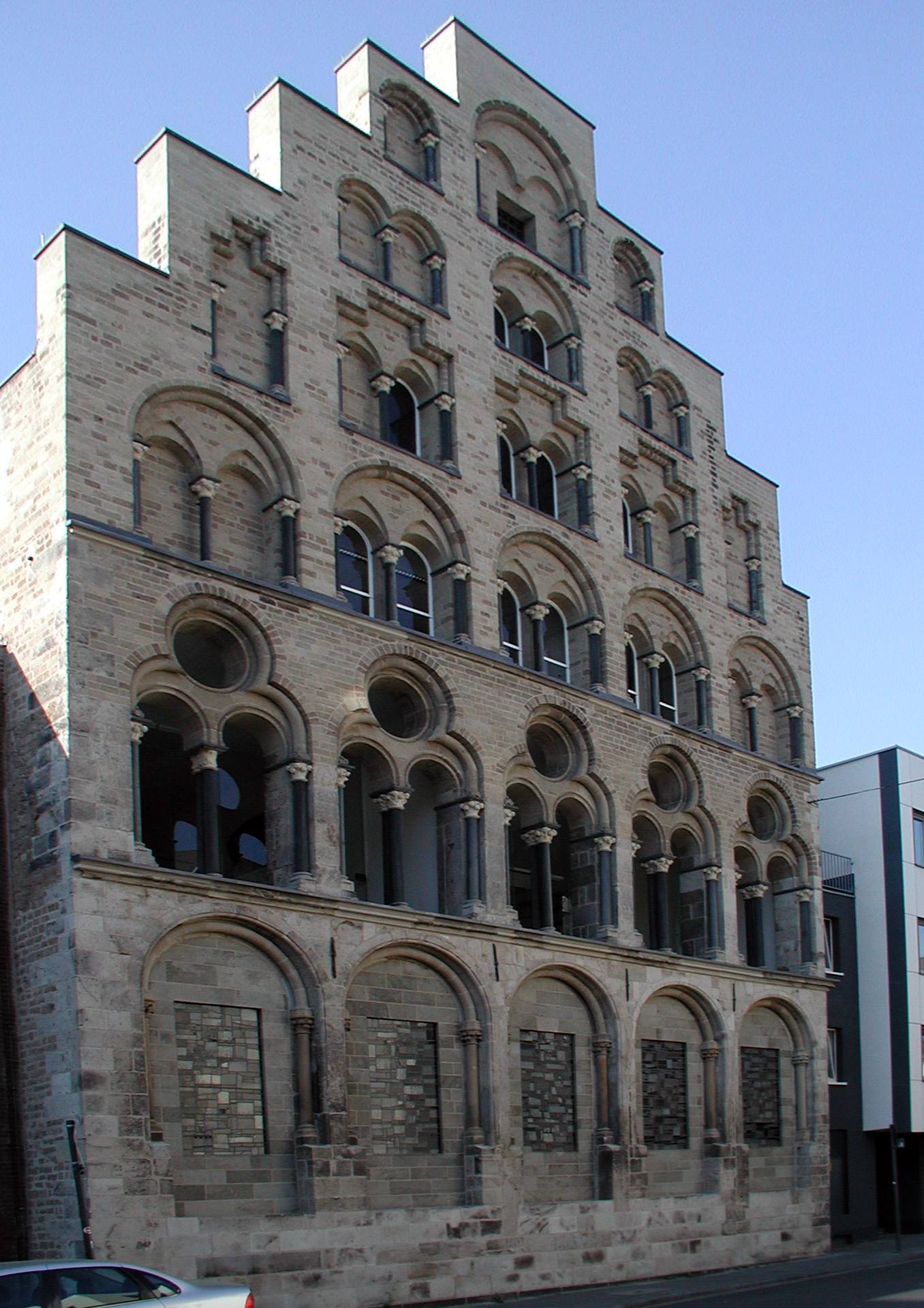
La Overstolzenhaus à Cologne (Allemagne), datée de 1230.
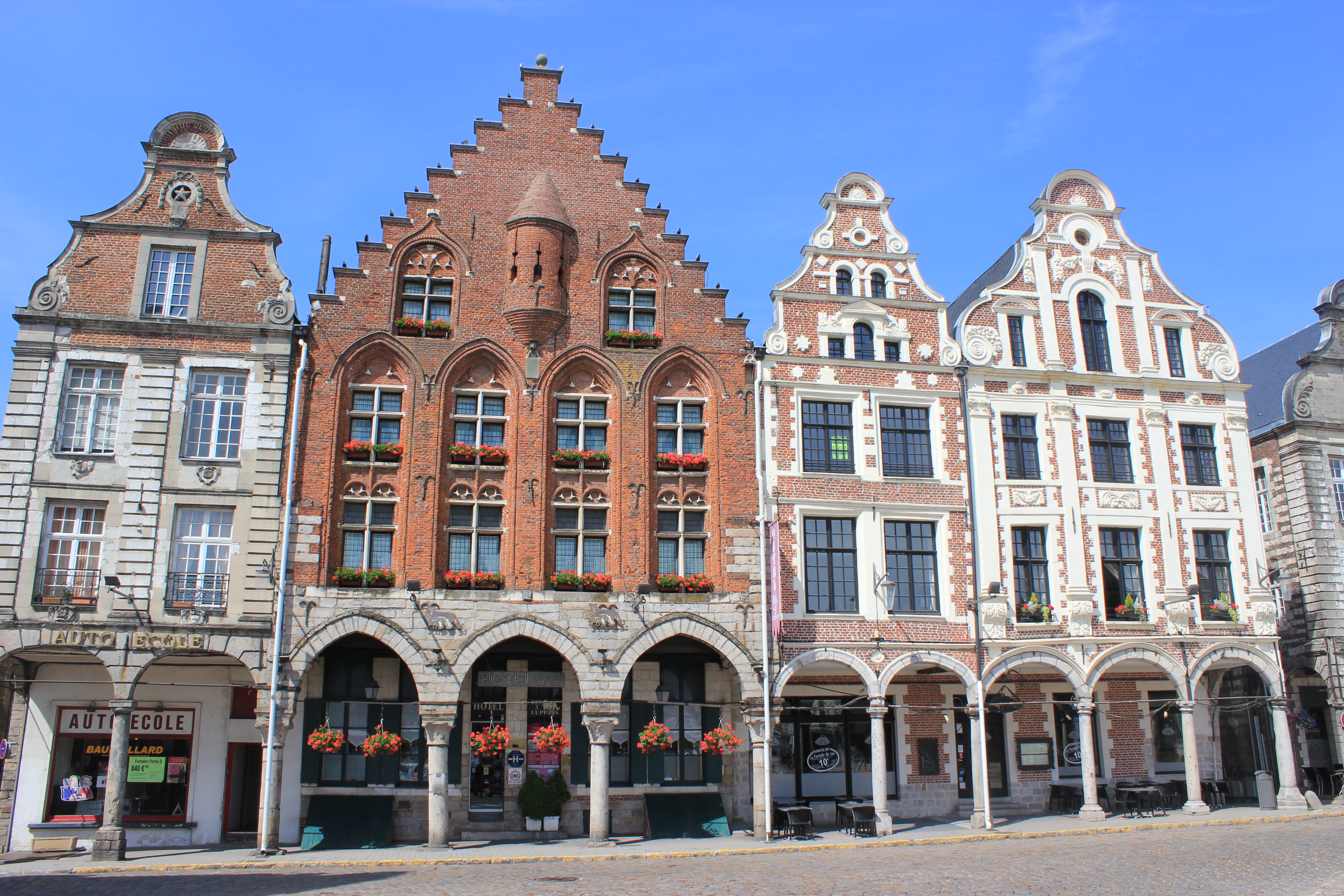
La plus ancienne maison d'Arras (France), de style gothique flamand, entourée de maisons baroques à pignons à volutes.
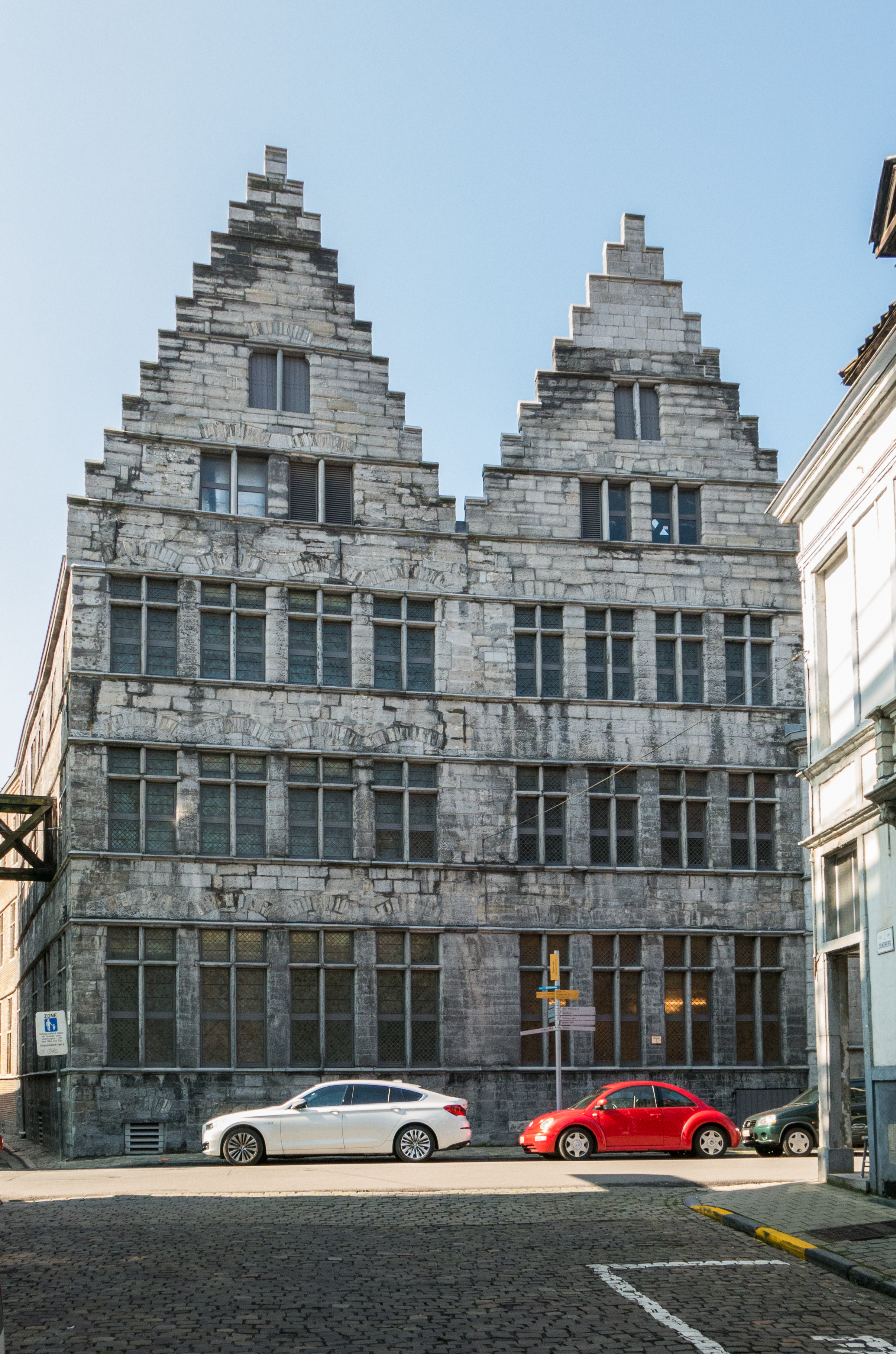
Maisons médiévales en pierre bleue (typique de l'Escaut) à Gand, Flandre.
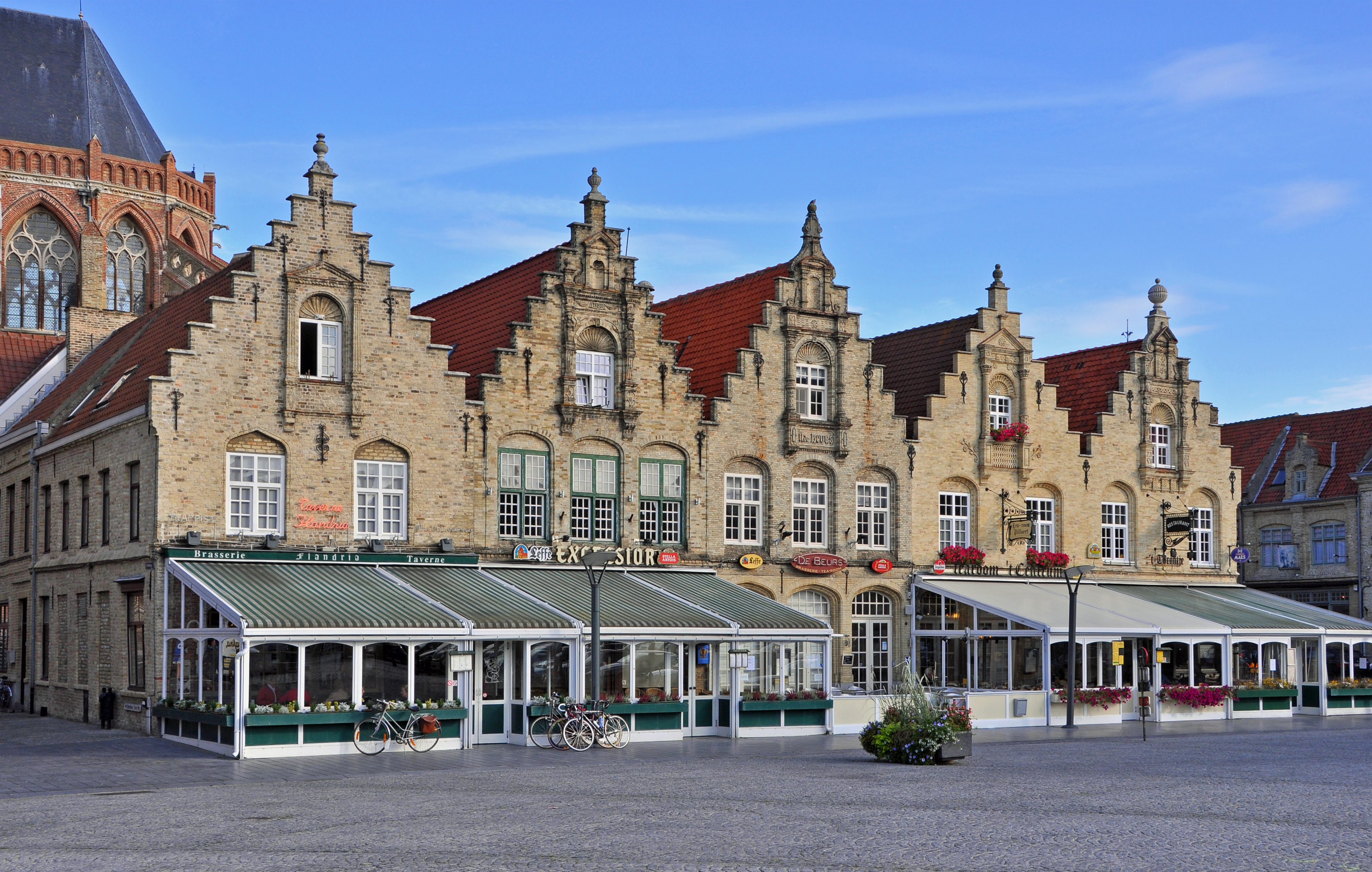
Maisons en brique jaune (typique d'une partie de la Flandre occidentale) sur la Grande place de Furnes.
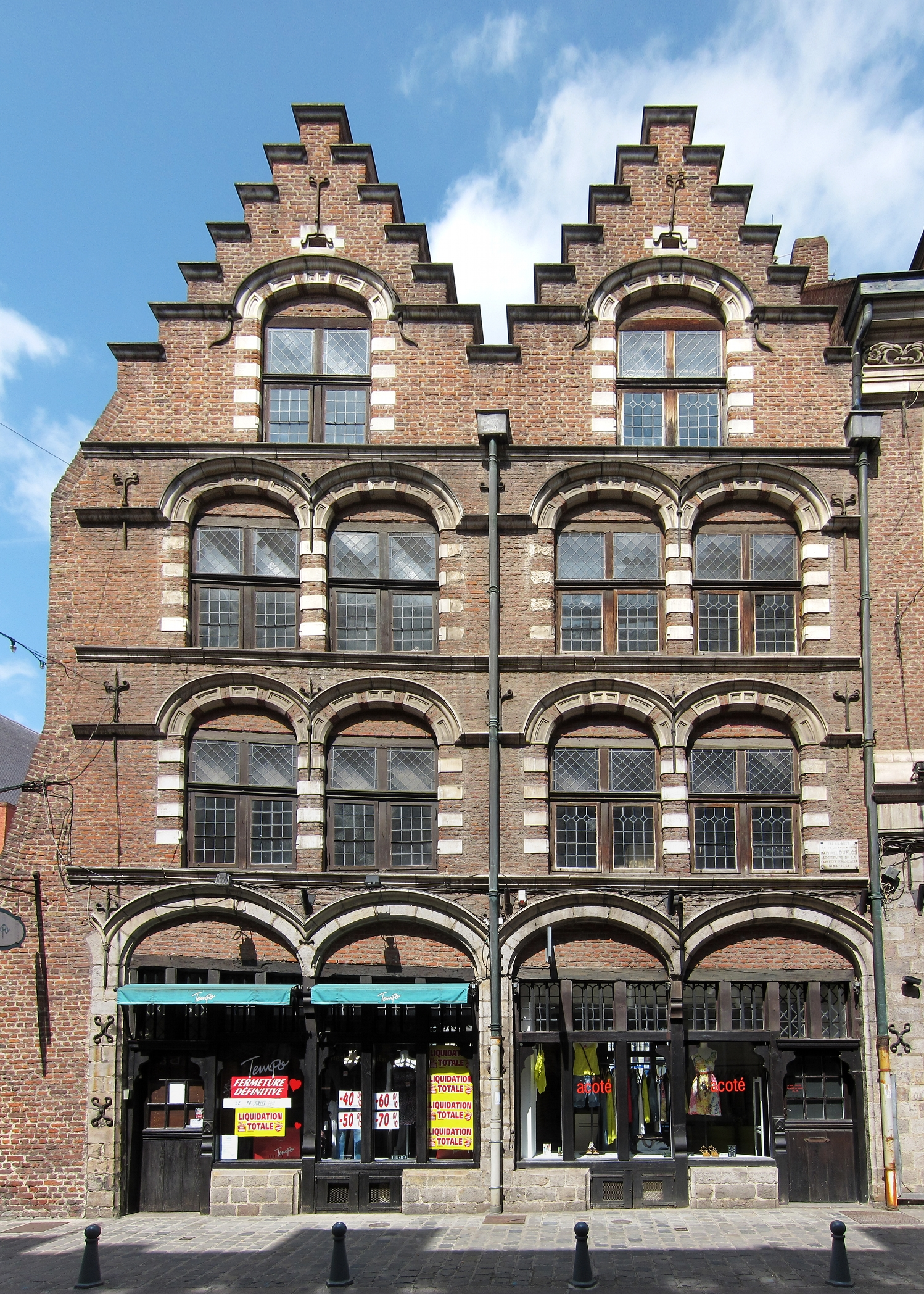
Quelques rares maisons flamandes antérieures à la conquête française (XVIIe siècle) subsistent à Lille, d'autres ont perdu leur pignon.
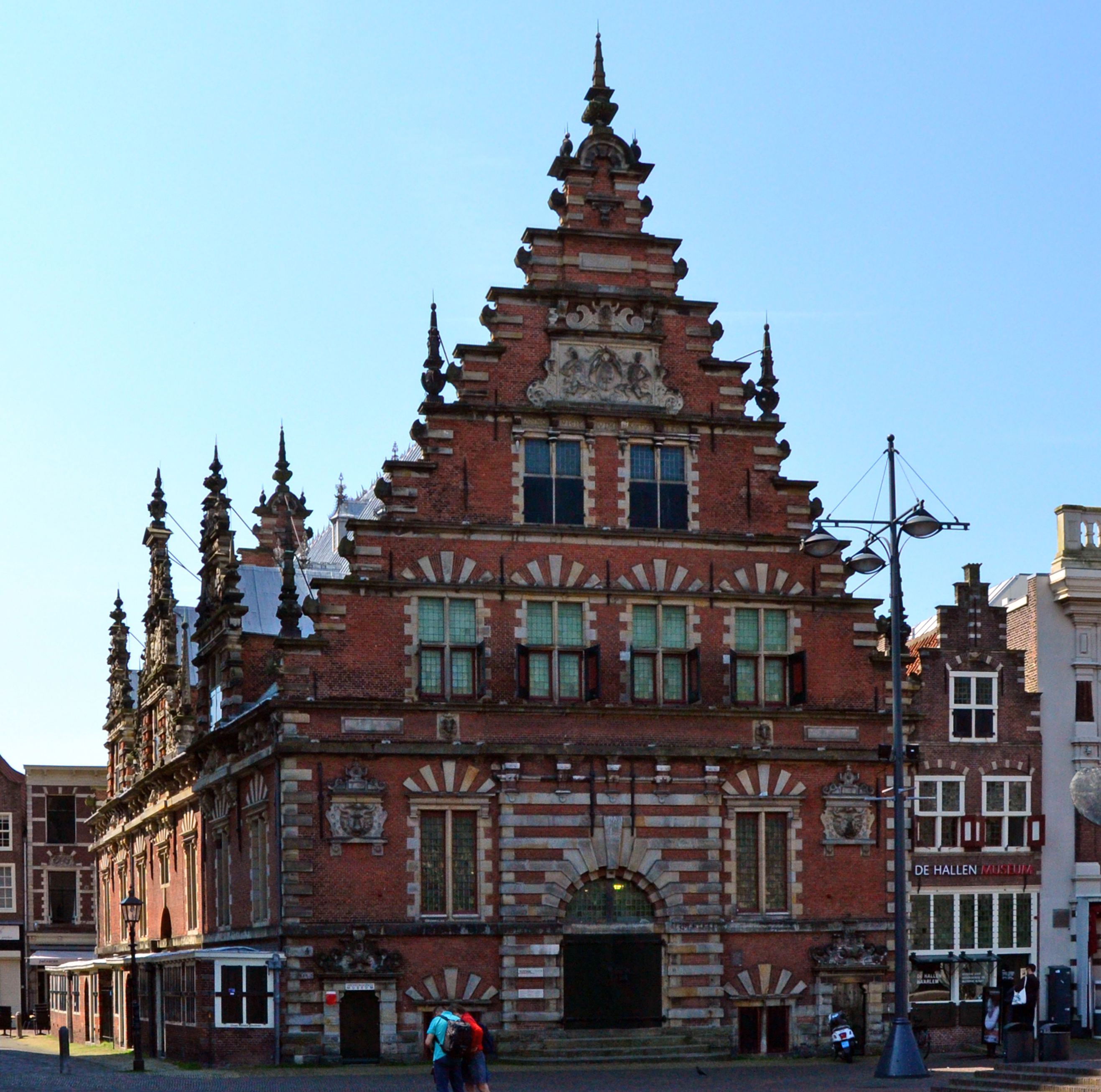
Halle aux viandes de Haarlem (Pays-Bas), de style Renaissance tardive néerlandaise.
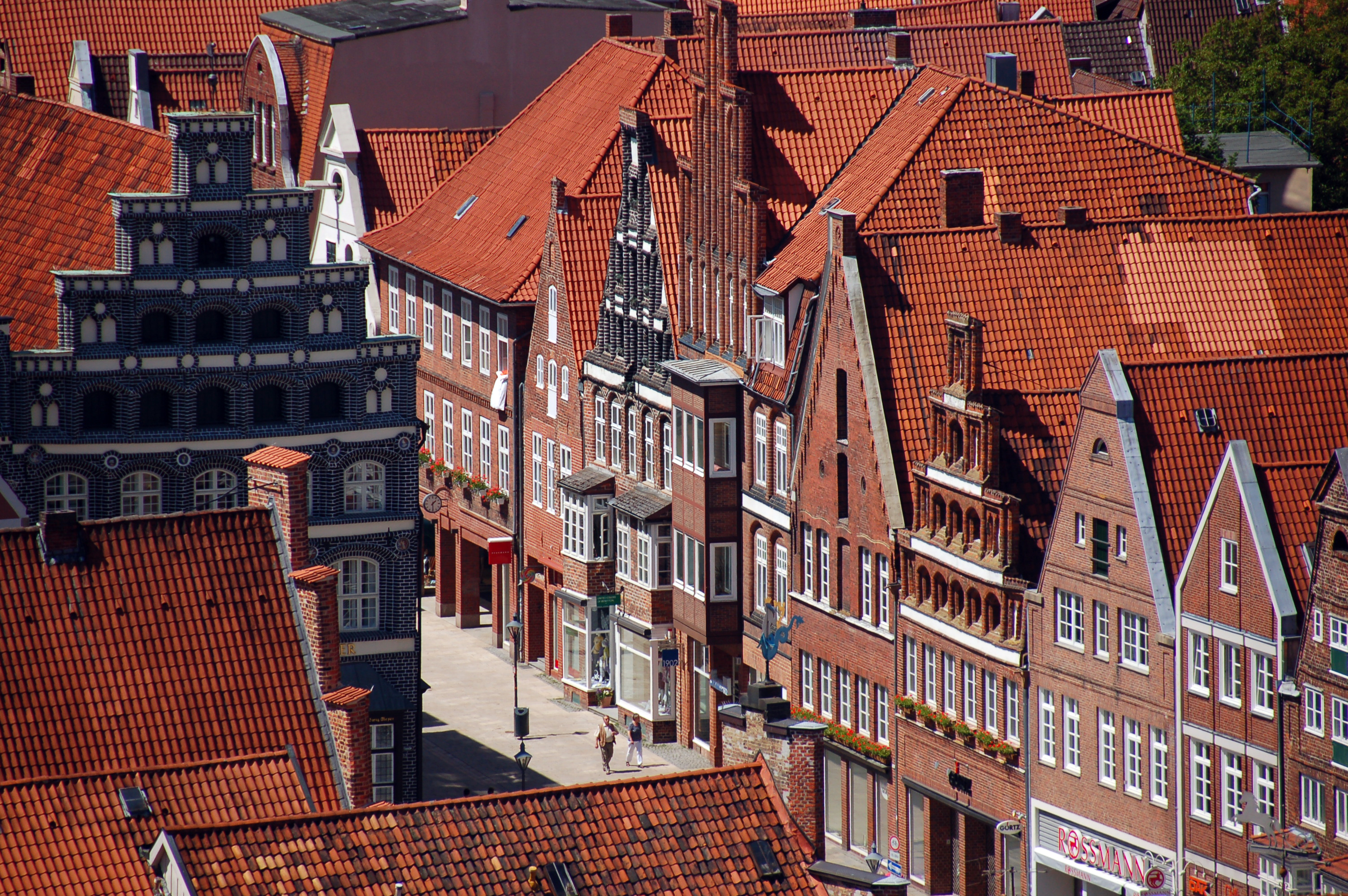
Toitures et pignons du centre-ville de Lunebourg (Allemagne).
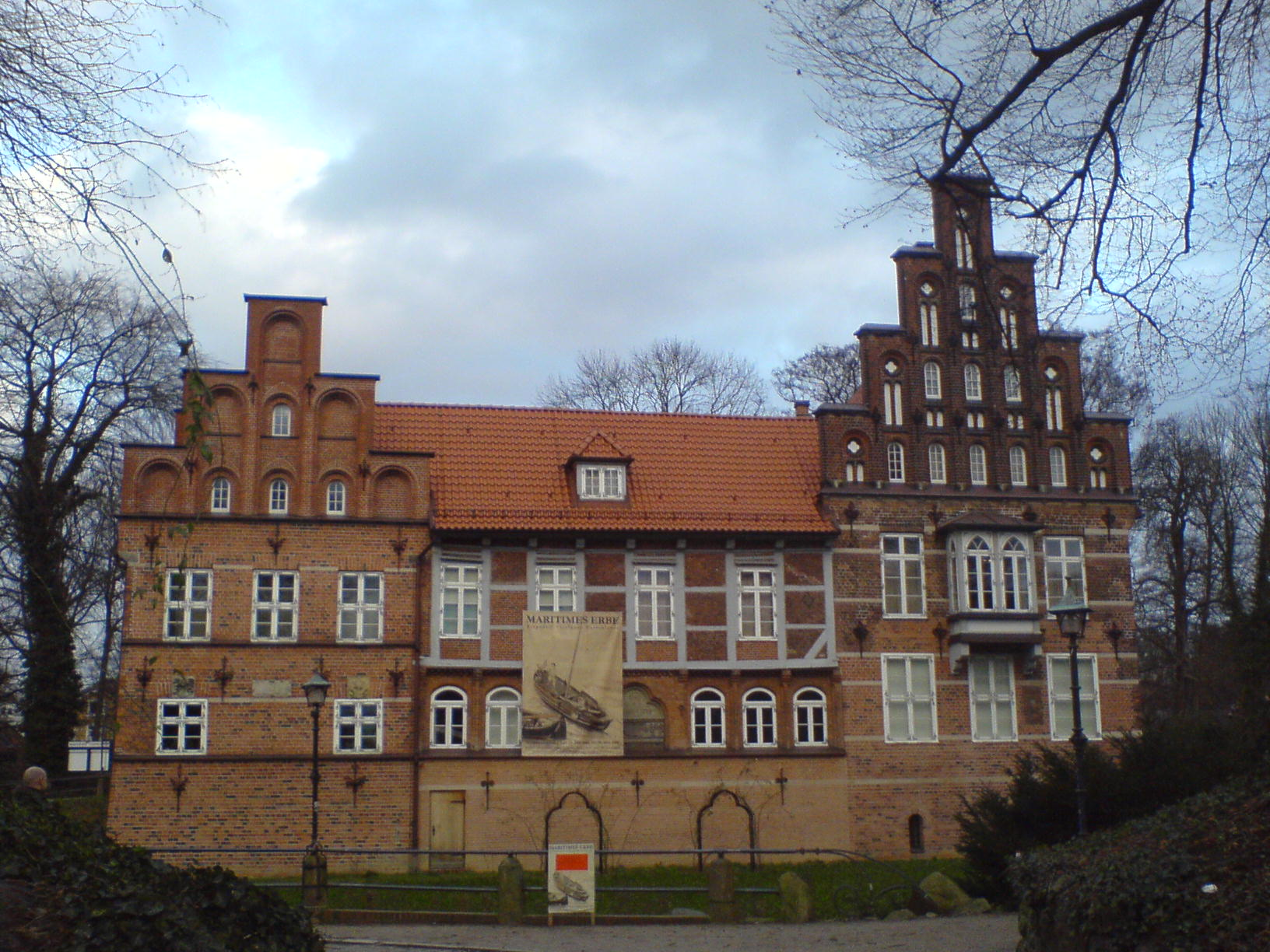
Le château de Bergedorf à Hambourg, typique du style gothique de brique des villes hanséatiques d'Allemagne du Nord.
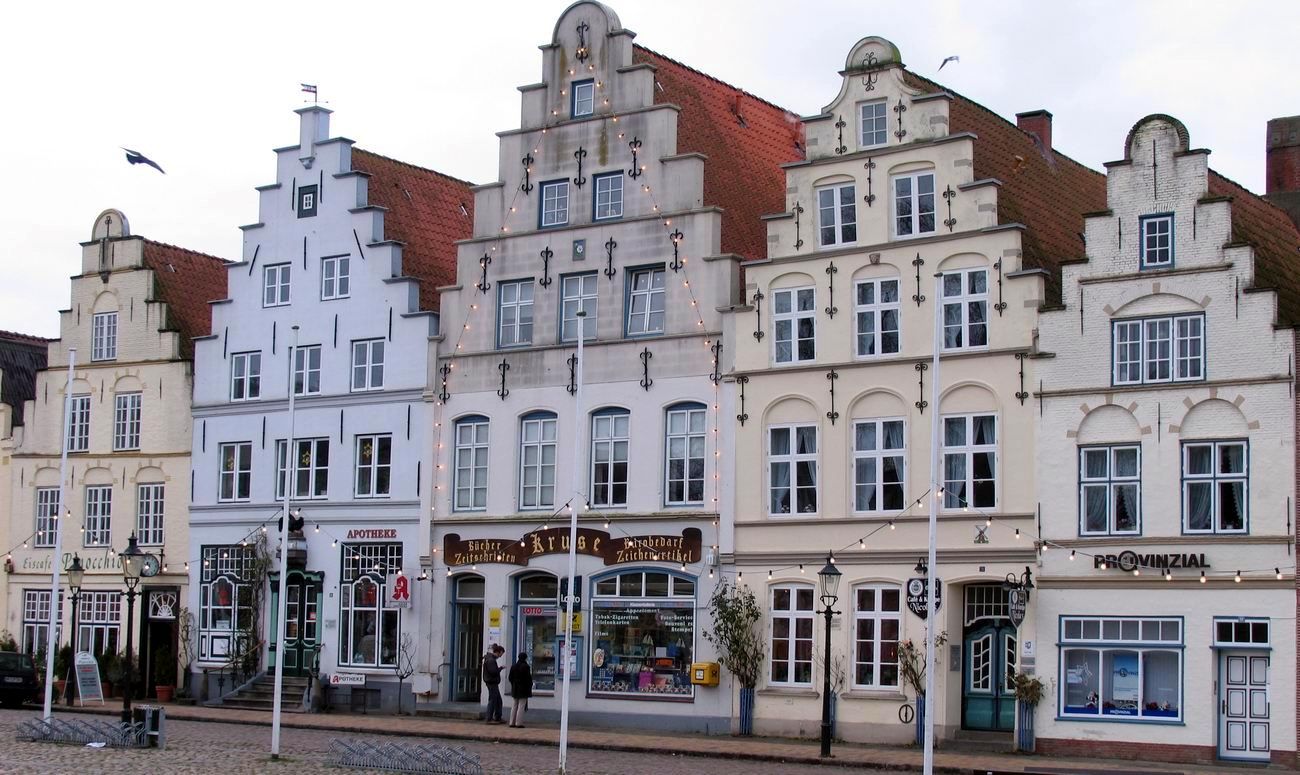
Maisons de Friedrichstadt (Schleswig-Holstein, Allemagne).
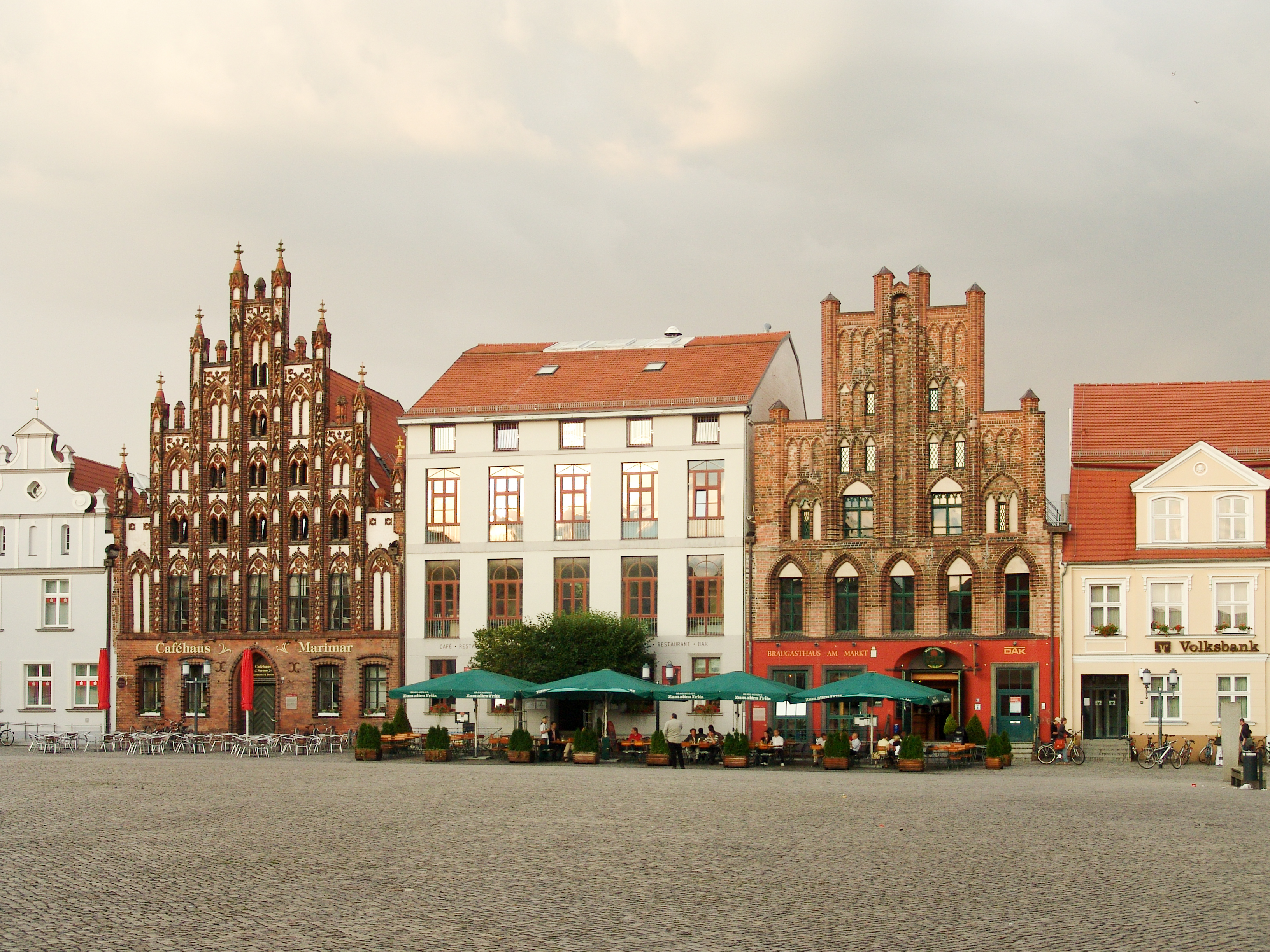
Deux anciennes maisons gothiques en brique sur la place du Marché de Greifswald (Allemagne).
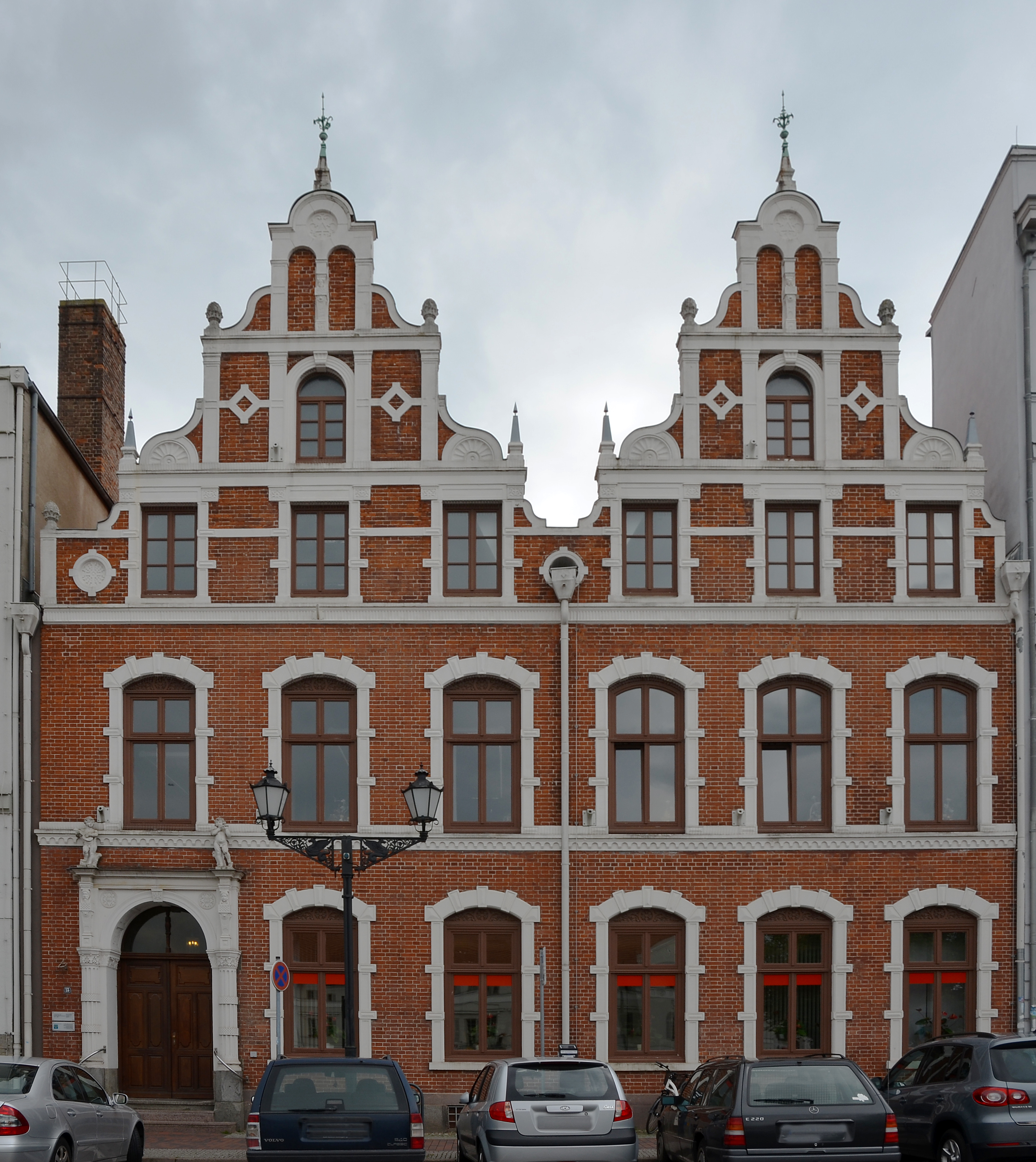
Maison du Commandant à Wismar (Allemagne)
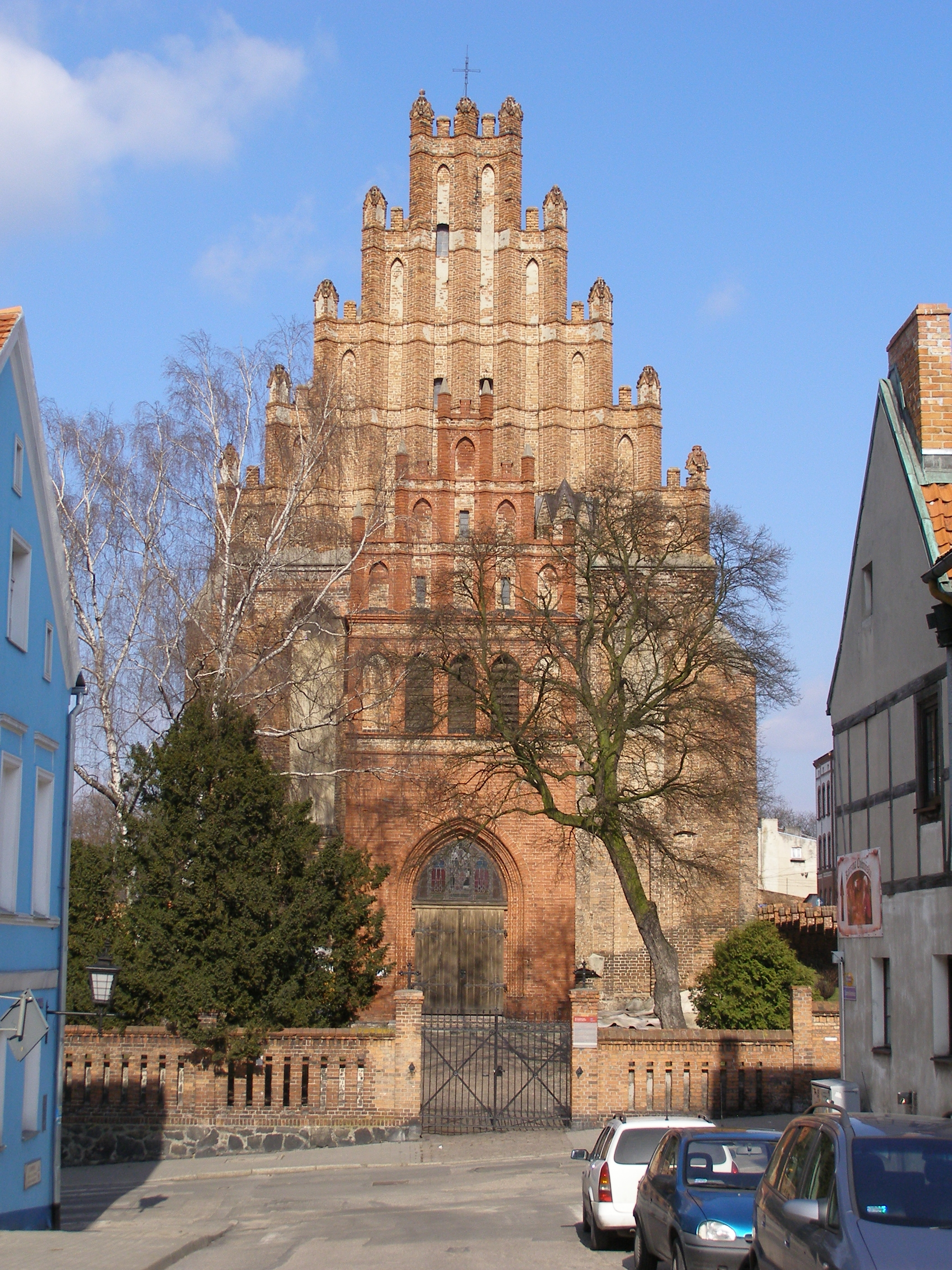
Façade de l'église Saints-Pierre-et-Paul de Chełmno, Pologne, typique du gothique de brique.
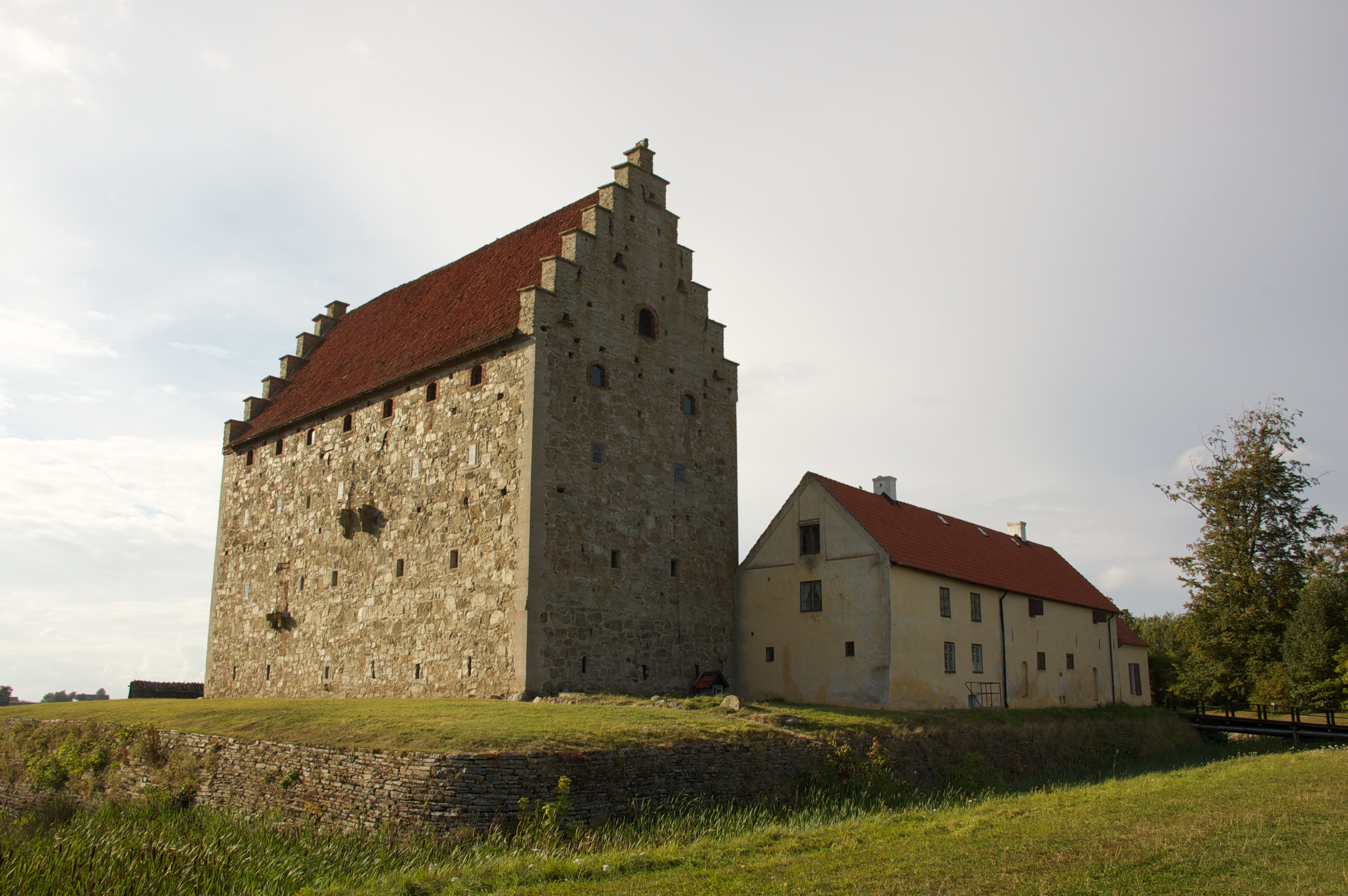
Château Glimmingehus en Scanie, Suède.
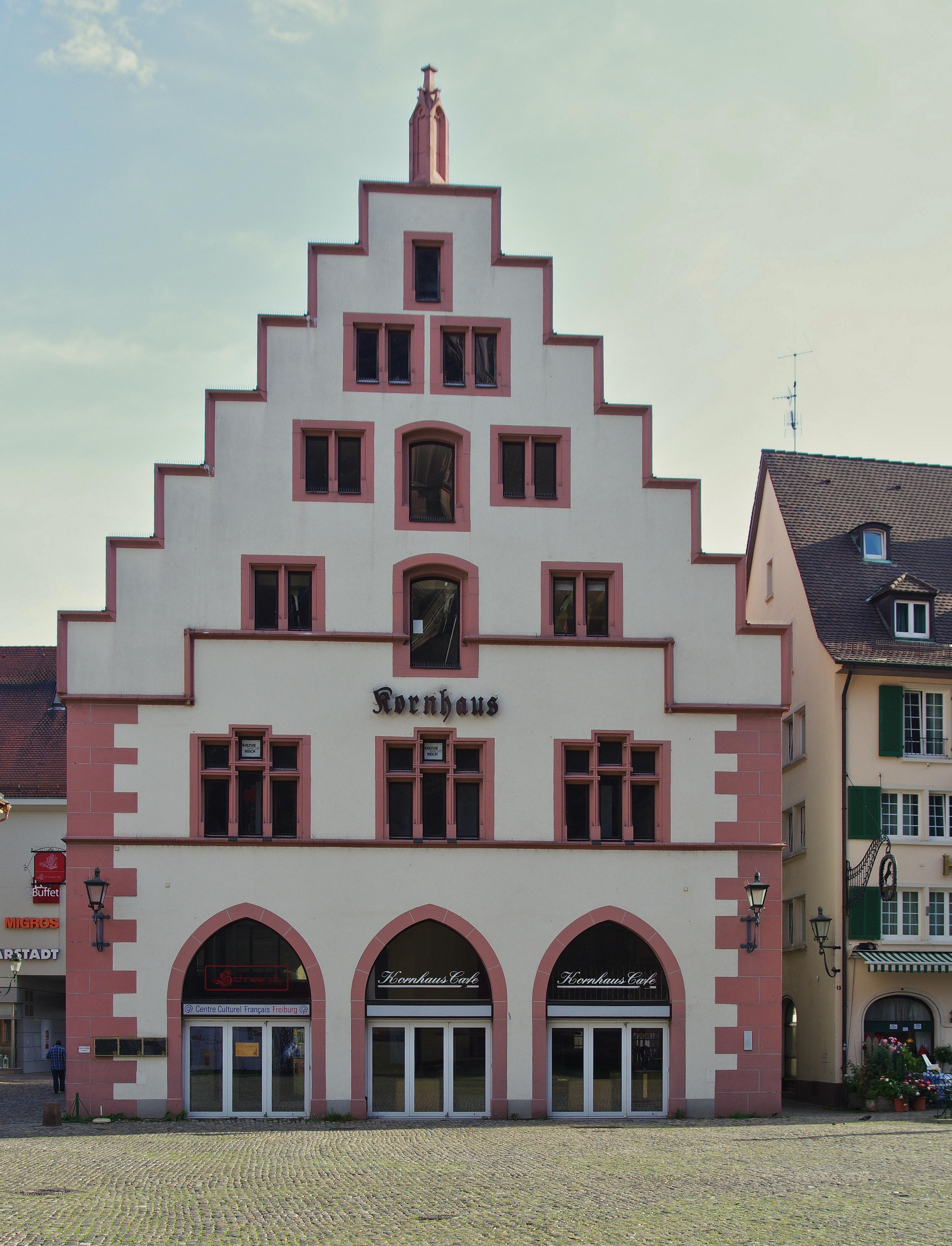
La Kornhaus à Fribourg-en-Brisgau, 1498, Allemagne.
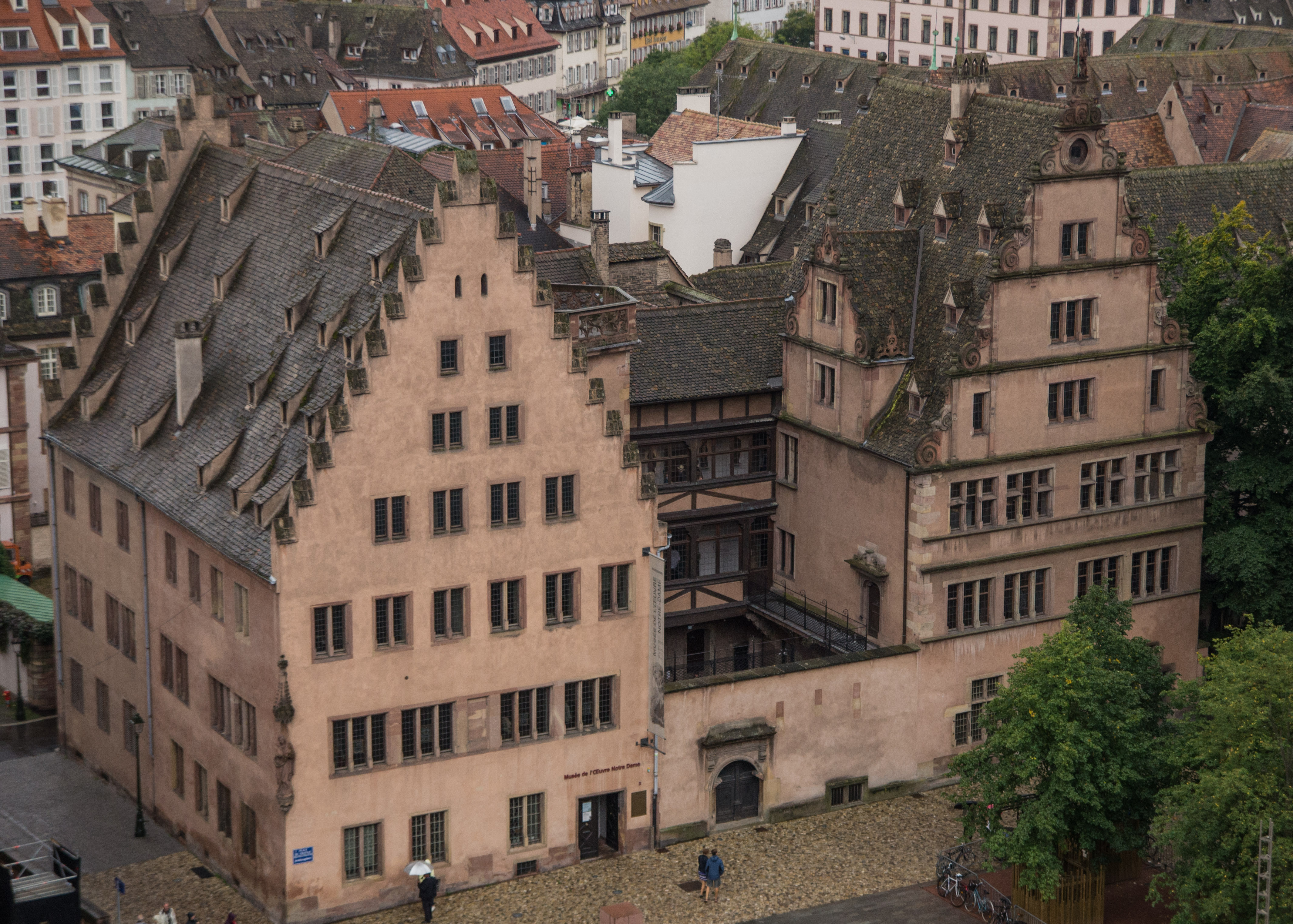
Pignon à gradins et pignon à volutes alsaciens du musée de l'Œuvre Notre-Dame à Strasbourg.
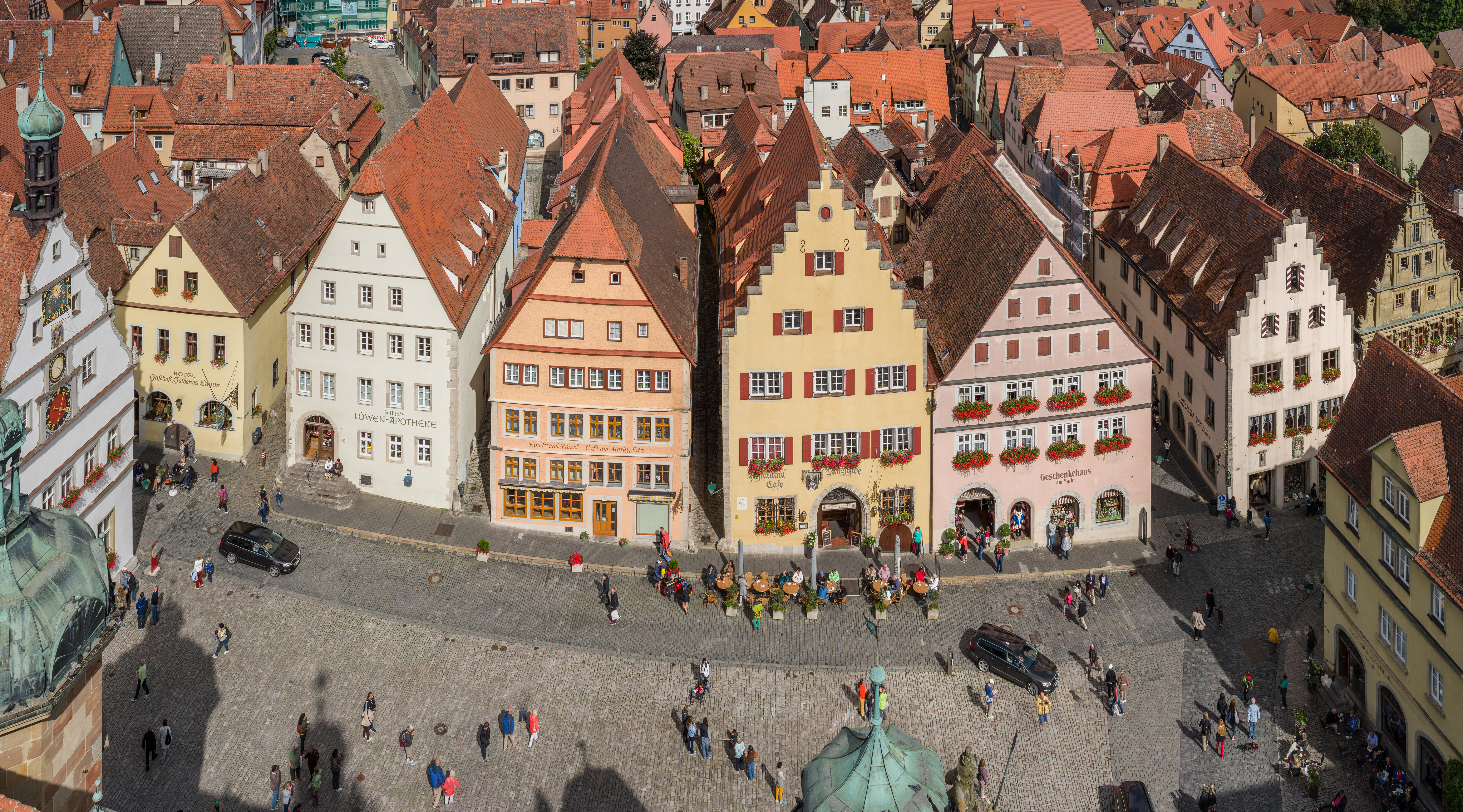
Des façades à Rothenburg ob der Tauber, en Bavière.
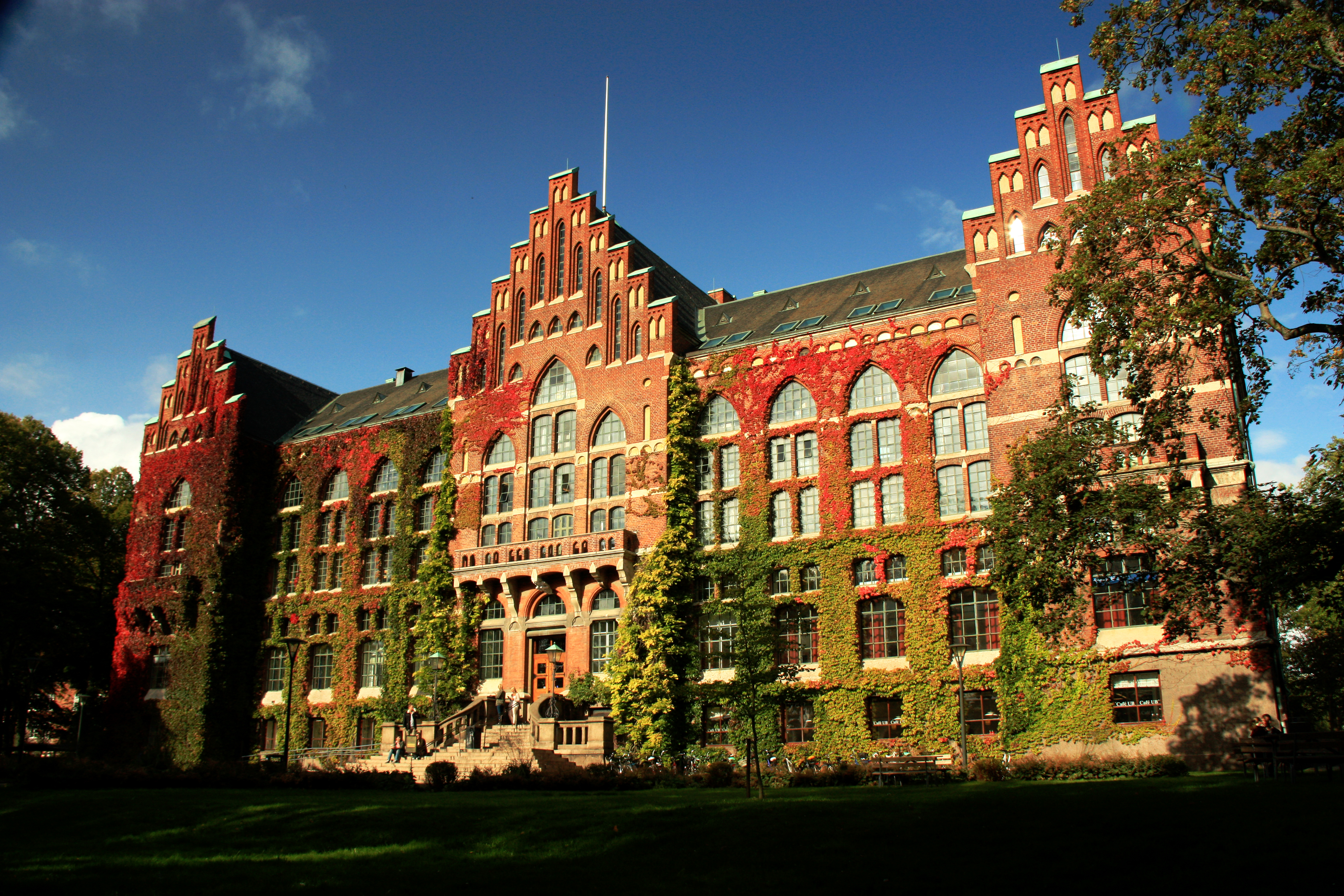
Bibliothèque universitaire de Lund, Suède, de style néogothique suédois en brique.
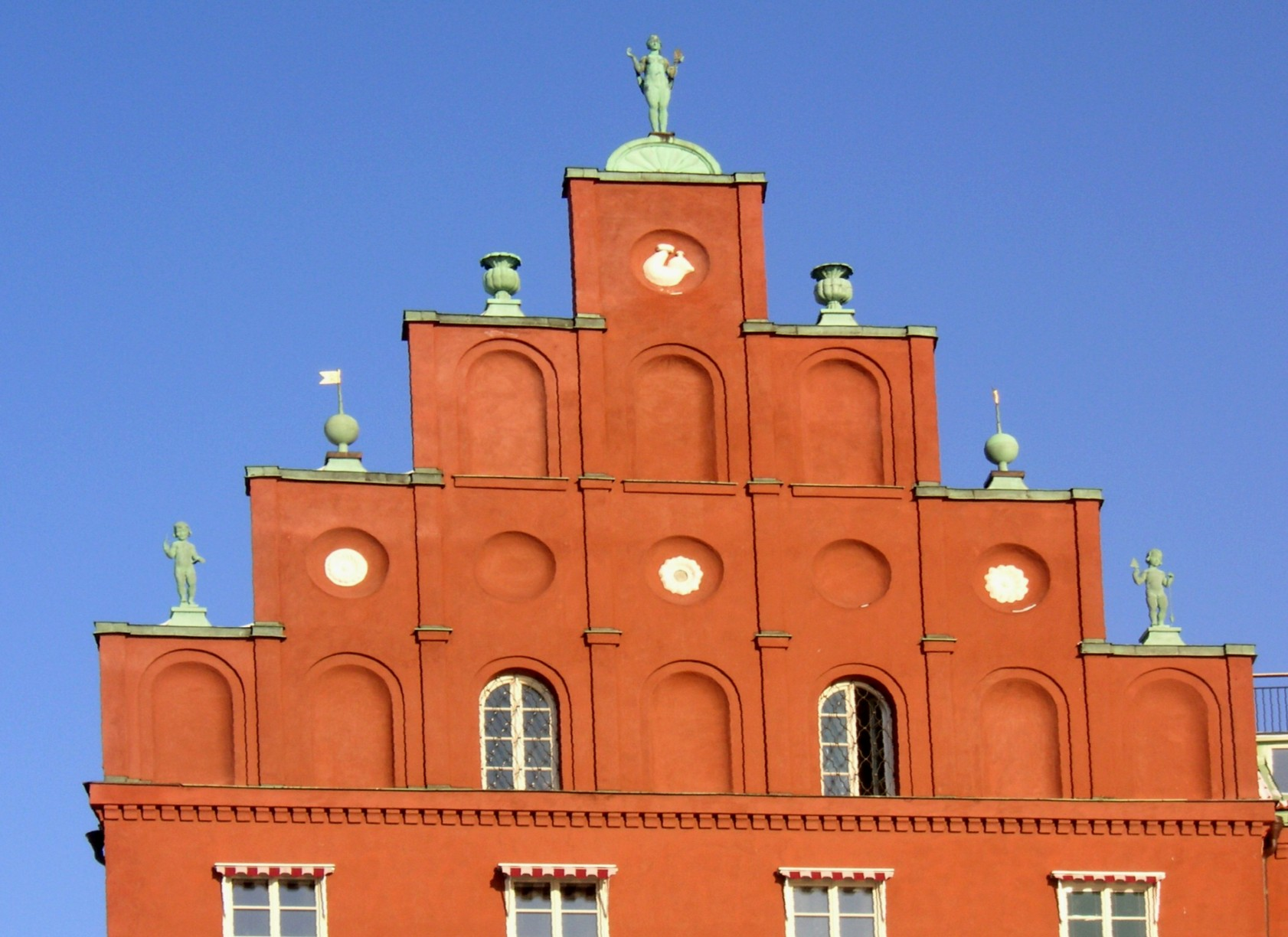
Immeuble néo-Renaissance à Stockholm (Suède).
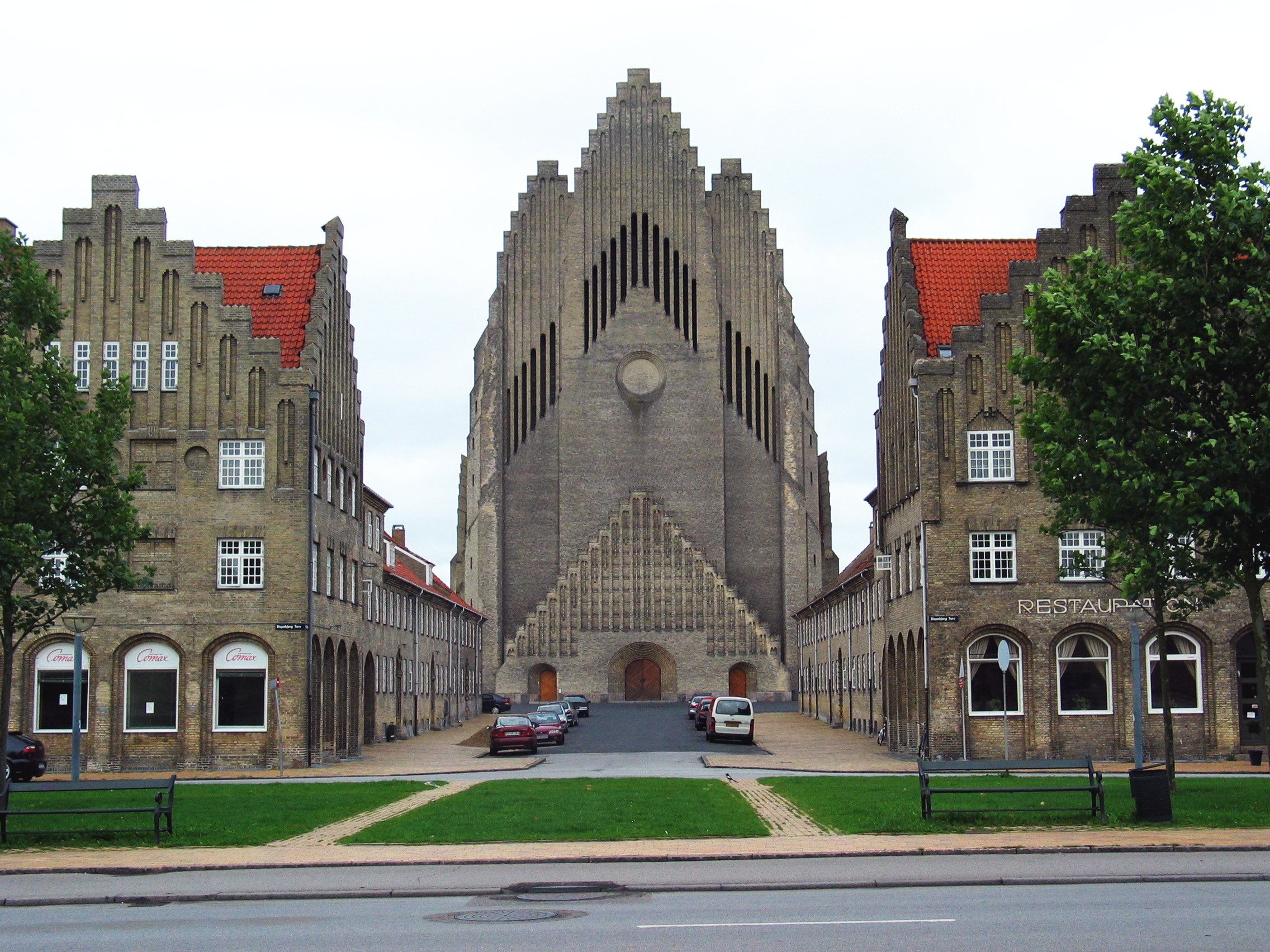
Église de Grundtvig au Danemark, revisitant les pignons à gradins des églises médiévales danoises en brique.
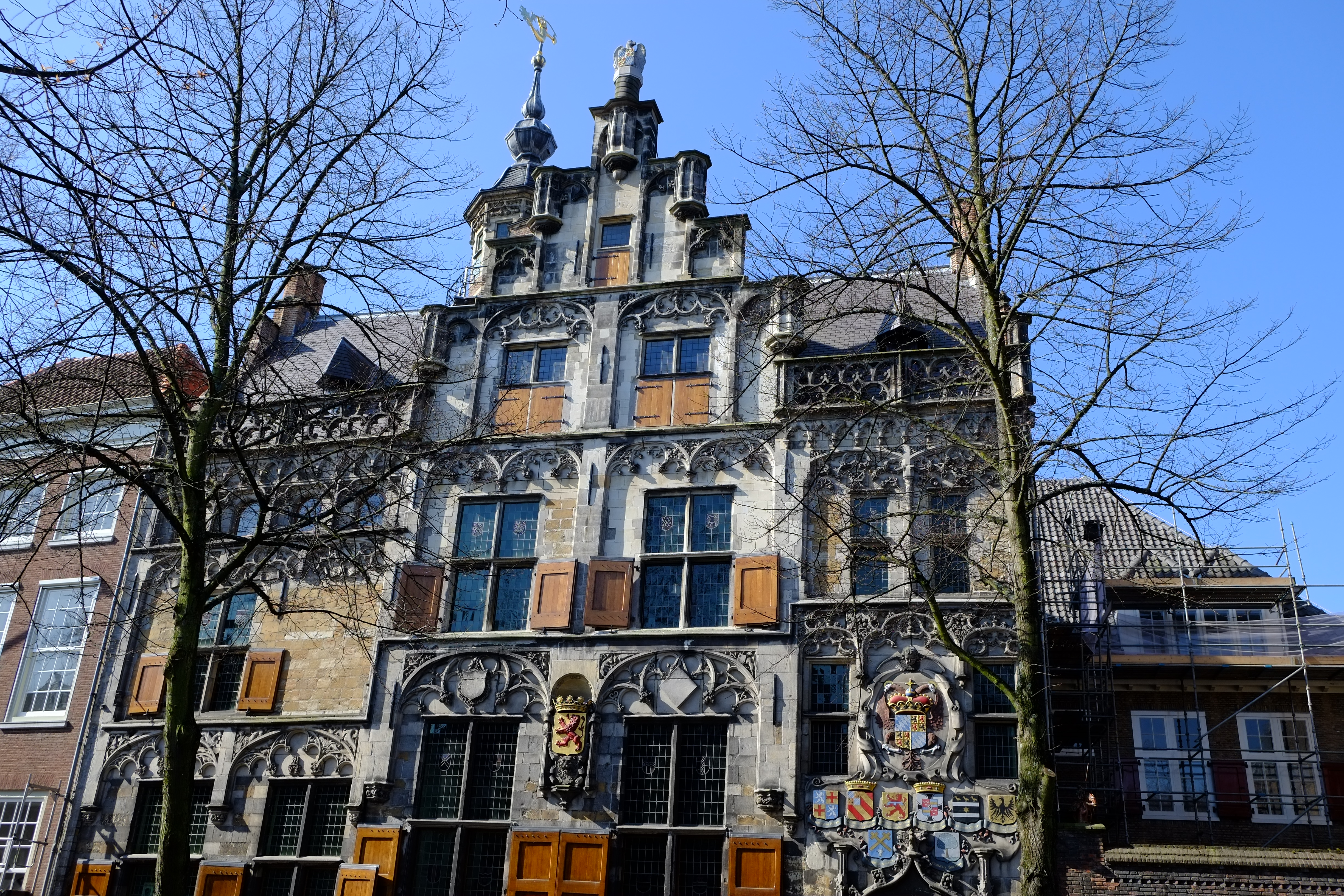
Façade de la maison communale de Delft de style gothique tardif (XVIe siècle, Hollande-Méridionale, Pays-Bas).
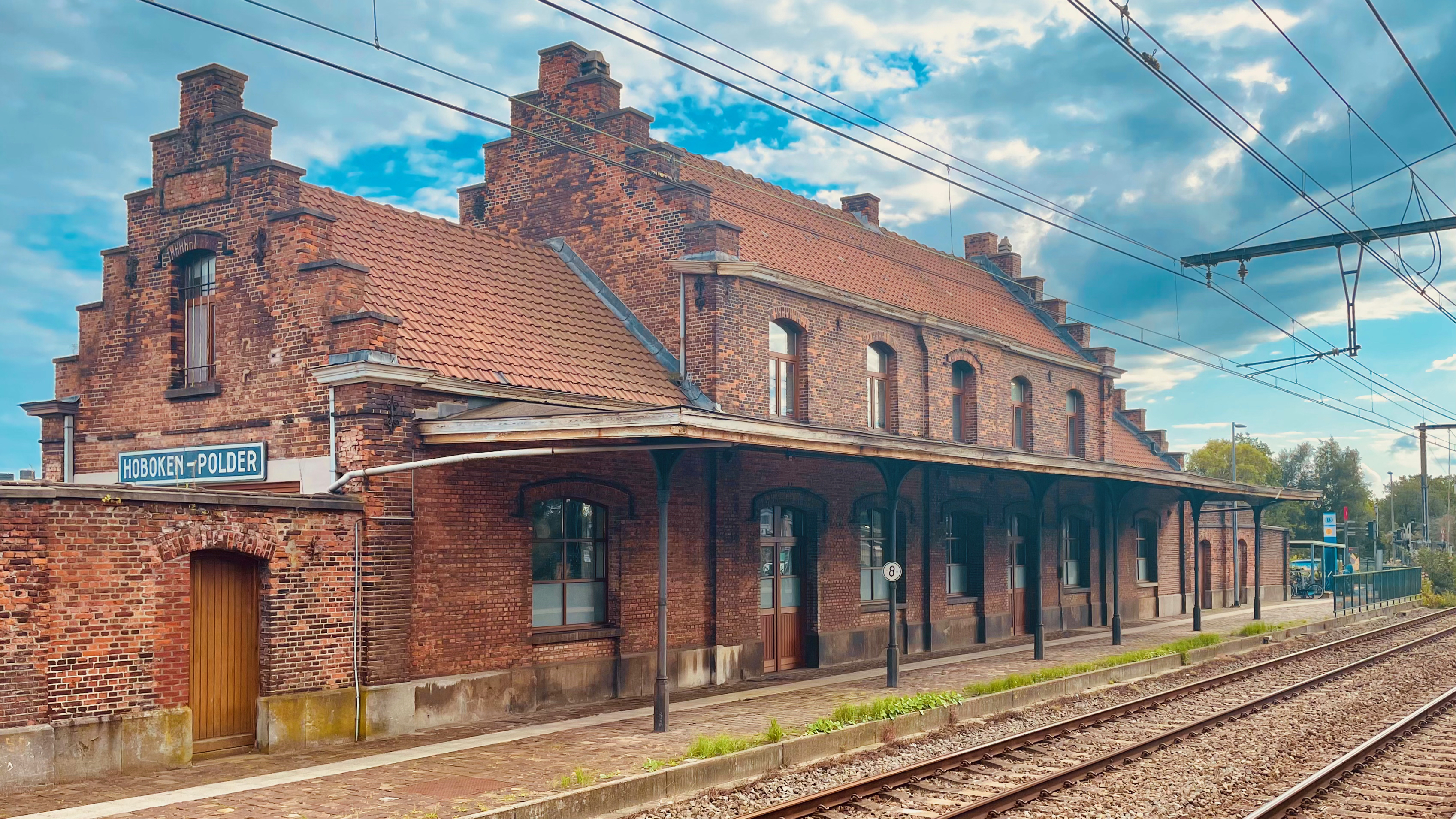
Bâtiment des recettes de la gare de Hoboken-Polder, plan-type standard des Chemins de fer de l'État belge (province d'Anvers, Belgique).